# Virginia Di Giammarino
Virginia Di Giammarino (21 febbraio 1999) è una calciatrice italiana, centrocampista della Ternana.

## Carriera

### Club
Virginia Di Giammarino cresce calcisticamente nelle giovanili della Res Roma, inserita in rosa nella squadra che partecipa al Campionato Primavera di categoria sotto la responsabilità tecnica di Roberto Piras e nella quale, al termine della stagione 2014-2015, ottiene il primo scudetto Primavera della società.
Grazie alle prestazioni offerte nelle giovanili, il mister Fabio Melillo la inserisce in rosa nella formazioni titolare facendola debuttare in Serie A l'11 aprile 2015, alla 22ª giornata della stagione 2014-2015, nella partita vinta per 3-0 con le avversarie della Riviera di Romagna, rilevando all'82' Eleonora Cunsolo.
In seguito viene utilizzata prevalentemente nella formazione Primavera con la quale bissa lo scudetto al termine della stagione 2015-2016.
Al termine della stagione 2017-2018 la Res Roma ha ceduto il proprio titolo sportivo di partecipazione al campionato di Serie A alla neonata AS Roma, svincolando tutte le sue tesserate. Di Giammarino per la stagione 2018-2019 si è accordata con la Lazio, iscritta al campionato di Serie B a girone unico. 
Trasferitasi al Napoli nell'estate 2024, segna la sua prima rete con il club campano il 18 aprile 2025, nella gara persa 2-1 contro la Lazio.
Il 14 luglio 2025 viene acquistata dalla Ternana, neopromossa in Serie A.

### Nazionale
Dopo essere stata convocata per gli stages nelle formazioni under 15 e under 16, nel corso del 2015, il responsabile tecnico della nazionale under 17 Enrico Sbardella la inserisce in rosa nella formazione che partecipa alla fase di qualificazione all'edizione 2016 del campionato europeo di categoria. Di Giammarino fa il suo debutto con la maglia delle Azzurrine il 28 settembre di quell'anno, nella partita dove l'Italia si impone per 5-0 sulle avversarie pari età della Bosnia ed Erzegovina.

## Statistiche

### Presenze e reti nei club
Statistiche aggiornate all'11 maggio 2025.
| Stagione          | Squadra           | Campionato        | Campionato | Campionato | Coppe nazionali | Coppe nazionali | Coppe nazionali | Coppe continentali | Coppe continentali | Coppe continentali | Altre coppe | Altre coppe | Altre coppe | Totale | Totale |
| Stagione          | Squadra           | Comp              | Pres       | Reti       | Comp            | Pres            | Reti            | Comp               | Pres               | Reti               | Comp        | Pres        | Reti        | Pres   | Reti   |
| ----------------- | ----------------- | ----------------- | ---------- | ---------- | --------------- | --------------- | --------------- | ------------------ | ------------------ | ------------------ | ----------- | ----------- | ----------- | ------ | ------ |
| 2014-2015         | Res Roma          | A                 | 2          | 0          | CI              | ?               | ?               | -                  | -                  | -                  | -           | -           | -           | 2+     | 0+     |
| 2015-2016         | Res Roma          | A                 | 5          | 0          | CI              | 2               | 1               | -                  | -                  | -                  | -           | -           | -           | 7      | 1      |
| 2016-2017         | Res Roma          | A                 | 6          | 1          | CI              | 4               | 0               | -                  | -                  | -                  | -           | -           | -           | 10     | 1      |
| Totale Res Roma   | Totale Res Roma   | Totale Res Roma   | 12         | 1          |                 | 6+              | 1+              |                    | -                  | -                  |             | -           | -           | 18+    | 2+     |
| 2017-2018         | Roma XIV          | B                 | 22         | 7          | CI              | ?               | ?               | -                  | -                  | -                  | -           | -           | -           | 22+    | 7+     |
| 2018-2019         | Lazio             | B                 | ?          | ?          | CI              | ?               | ?               | -                  | -                  | -                  | -           | -           | -           | 22     | 0      |
| 2019-2020         | Lazio             | B                 | ?          | ?          | CI              | ?               | ?               | -                  | -                  | -                  | -           | -           | -           | 22     | 0      |
| 2020-2021         | Lazio             | B                 | ?          | ?          | CI              | ?               | ?               | -                  | -                  | -                  | -           | -           | -           | 22     | 0      |
| 2021-2022         | Lazio             | A                 | 20         | 0          | CI              | 2               | 0               | -                  | -                  | -                  | -           | -           | -           | 22     | 0      |
| Totale Lazio      | Totale Lazio      | Totale Lazio      | 82         | 3          |                 | 2               | ?               |                    | -                  | -                  |             | -           | -           | 82+    | 3+     |
| 2022-2023         | Pomigliano        | A                 | 25+2       | 0          | CI              | 4               | 0               | -                  | -                  | -                  | -           | -           | -           | 31     | 0      |
| 2023-2024         | Pomigliano        | A                 | 26         | 0          | CI              | 1               | 0               | -                  | -                  | -                  | -           | -           | -           | 27     | 0      |
| Totale Pomigliano | Totale Pomigliano | Totale Pomigliano | 51+2       | 0          |                 | 5               | 0               |                    | -                  | -                  | -           | -           | -           | 58     | 0      |
| 2024-2025         | Napoli            | A                 | 20         | 1          | CI              | 2               | 0               | -                  | -                  | -                  | -           | -           | -           | 22     | 1      |
| 2025-2026         | Ternana           | A                 | -          | -          | CI              | -               | -               | -                  | -                  | -                  | AWC         | -           | -           | -      | -      |
| Totale carriera   | Totale carriera   | Totale carriera   | 189        | 12         |                 | 15+             | 1+              |                    | -                  | -                  |             | -           | -           | 204+   | 13+    |

## Palmarès

### Club
- Campionato italiano di Serie B: 1

Lazio: 2020-2021

### Competizioni giovanili
- Campionato Primavera: 2

Res Roma: 2014-2015, 2015-2016